# Xenomerus ergenna
Xenomerus ergenna är en stekelart som beskrevs av Walker 1836. Xenomerus ergenna ingår i släktet Xenomerus, och familjen gallmyggesteklar. Arten är reproducerande i Sverige.